# Koloman von Babos
Koloman von Babos, madžarski general, * 1841, † ?.

## Življenjepis
1. maja 1896 je bil upokojen.

## Pregled vojaške kariere
Napredovanja
- generalmajor: 1. november 1894 (z dnem 3. novembrom 1894)